# Lille Rostavatn
Lille Rostavatn (en sami septentrional: Vuolit Rostojávri) es un lago en el municipio de Målselv en Troms, Noruega. Es parte de la cuenca del río Rostaelva que desemboca en el río Målselva river. Está a 9 km al este de Skjold.